# Lois contre le métissage aux États-Unis

États américains, à la date d'abrogation des lois anti-métissage: gris (pas de lois contre le métissage); vert (lois abrogées avant 1877); jaune (lois abrogées en 1948-1967); rouge (lois abrogées à la suite de la décision de la Cour Suprême, Loving v. Virginia le 12 juin 1967)

Aux États-Unis, des lois anti-métissage ont été adoptées par la plupart des États pour interdire le mariage interracial et, dans certains cas, interdire également les relations sexuelles interraciales. Certaines de ces lois sont antérieures à la création des États-Unis, certaines datant de la fin du XVIIe ou du début du XVIIIe siècle. Neuf États n'ont jamais promulgué de telles lois; 25 États avaient abrogé leurs lois avant 1967, lorsque la Cour suprême des États-Unis a statué dans Loving v. Virginia que ces lois étaient inconstitutionnelles dans les 16 États restants.
Alors que les lois anti-métissage sont souvent considérées comme un phénomène du Sud, la plupart des États de l'ouest des États-Unis et des Grandes Plaines les ont également promulguées.

## Couverture des lois et définition de métissage

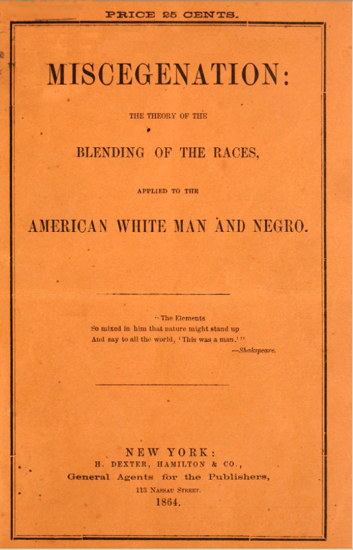
Brochure de canular "Miscegenation" (Métissage) publiée en 1864 par des anti-abolitionnistes, qui ont inventé le terme en anglais.

Le terme métissage (miscegenation en anglais) a été utilisé pour la première fois en 1863, pendant la Guerre de Sécession, par des journalistes dans une publication canular pour discréditer le mouvement abolitionniste en attisant le débat sur la perspective d'un mariage interracial après l'abolition de l'esclavage.
Définissant généralement les mariages ou les relations sexuelles mixtes comme un crime, les lois contre le métissage interdisaient la délivrance de licences de mariage et la célébration de mariages entre couples métis et interdisaient l'officiation de telles cérémonies. Parfois, les individus tentant de se marier ne seraient pas jugés coupables de métissage lui-même, mais des accusations de crime d'adultère ou de fornication seraient portées contre eux à la place. Toutes les lois anti-métissage interdisaient le mariage entre les Blancs et les groupes non blancs, principalement les Noirs, mais souvent aussi les Amérindiens et les Américains d'origine asiatique.
Dans de nombreux états, les lois anti-métissage criminalisent également la cohabitation et les relations sexuelles entre Blancs et non-Blancs. De plus, l'Oklahoma a interdit en 1908 le mariage "entre une personne d'ascendance africaine" et "toute personne non d'ascendance africaine"; La Louisiane en 1920 a interdit le mariage entre les Amérindiens et les Afro-Américains (et de 1920 à 1942, le concubinage également); et le Maryland en 1935 a interdit les mariages entre les Noirs et les Philippins.

## Histoire d'adoption des lois
Bien que des amendements anti-métissage aient été proposés au Congrès des États-Unis en 1871, 1912-1913 et 1928, une loi nationale contre les mariages mixtes n'a jamais été promulguée - toutes les lois anti-métissage étaient des lois promulguées par les états. Avant la décision de la Cour suprême de Californie dans Perez v. Sharp dans (1948), aucun tribunal aux États-Unis n'avait jamais annulé l'interdiction du mariage interracial. En 1967, la Cour suprême des États-Unis a statué à l'unanimité dans Loving v. Virginia que les lois anti-métissage sont inconstitutionnelles. Après Loving, les lois anti-métissage restantes de 16 états ont été abrogées; le dernier état à abroger ses lois contre le mariage interracial a été l'Alabama en 2000.

### Époque coloniale
Les premières lois criminalisant le mariage et les rapports sexuels entre Blancs et non-Blancs ont été promulguées à l'époque coloniale dans les colonies de Virginie et du Maryland, qui dépendaient économiquement de l’esclavage.
Au début, dans les années 1660, les premières lois de Virginie et du Maryland réglementant le mariage entre blancs et noirs ne concernaient que les mariages de blancs avec des esclaves noirs (et mulâtres) et des serviteurs sous contrat. En 1664, le Maryland a criminalisé ces mariages - le mariage en 1681 de Nell Butler, d'origine irlandaise, avec un Africain asservi était un des premiers exemples de l'application de cette loi. La Virginian House of Burgesses a adopté une loi en 1691 interdisant aux Noirs et aux Blancs libres de se marier, suivie du Maryland en 1692. C'était la première fois dans l'histoire américaine qu'une loi était inventée qui restreignait l'accès aux partenaires du mariage uniquement sur la base de la « race », et non de la classe ou de la condition de servitude.
En 1685, le gouvernement français a publié un Code Noir spécial limité à la Louisiane coloniale, qui interdisait le mariage entre catholiques et non catholiques dans cette colonie. Cependant, la cohabitation interracial et le sexe interracial n'ont jamais été interdits en Louisiane française (voir plaçage). La situation des enfants (libres ou asservis) suivait la situation de la mère. Sous la domination espagnole, le mariage interracial était possible avec le consentement parental avant l'âge de 25 ans et sans celui-ci lorsque les partenaires étaient plus âgés. En 1806, trois ans après que les États-Unis ont pris le contrôle de l'État, le mariage interracial a de nouveau été interdit.

### Après l'indépendance
En 1776, sept des treize colonies ont appliqué des lois contre le mariage interracial. Bien que l'esclavage ait été progressivement aboli dans le Nord après l'indépendance, cela a d'abord eu peu d'impact sur l'application des lois anti-métissage. Une exception était la Pennsylvanie, qui a abrogé sa loi anti-métissage en 1780, ainsi que certaines des autres restrictions imposées aux Noirs libres, lorsqu'elle a promulgué un projet de loi pour l'abolition progressive de l'esclavage dans l'État.
Pour les abolitionnistes radicaux qui se sont organisés pour s'opposer à l'esclavage dans les années 1830, les lois interdisant le mariage interracial incarnaient le même préjugé racial qu'ils voyaient à la racine de l'esclavage. Le leader abolitionniste William Lloyd Garrison a visé l'interdiction légale du mariage interracial par le Massachusetts dès 1831. Les anti-abolitionnistes ont défendu la mesure comme nécessaire pour empêcher la fusion raciale et pour maintenir l'ordre racial et moral approprié de l'État de la Baie. Les abolitionnistes, cependant, ont objecté que la loi, parce qu'elle faisait la distinction entre les « citoyens en raison de leur teint » et violait les grands principes égalitaires du christianisme et du républicanisme ainsi que la promesse d'égalité de la constitution de l'État. À partir de la fin des années 1830, les abolitionnistes ont lancé une campagne de pétitions de plusieurs années qui a incité le législateur à abroger la mesure en 1843. Leurs efforts — à la fois tactiques et intellectuels — ont constitué un moment fondateur de la politique naissante des droits des minorités de l'époque, qui continuerait de s'étendre au XXe siècle. Au fur et à mesure de l'expansion des États-Unis, tous les nouveaux États esclavagistes ainsi que de nombreux nouveaux États libres tels que l'Illinois et la Californie ont promulgué de telles lois.
De nombreux abolitionnistes étaient opposés au mariage interracial. Par exemple, bien qu'opposé à l'esclavage, Abraham Lincoln a déclaré dans un discours à Charleston, Illinois en 1858 : « Je ne suis pas, ni n'ai jamais été en faveur de faire des électeurs ou des jurés des nègres, ni de les qualifier pour occuper un poste, ni de les laisser épouser des blancs. »

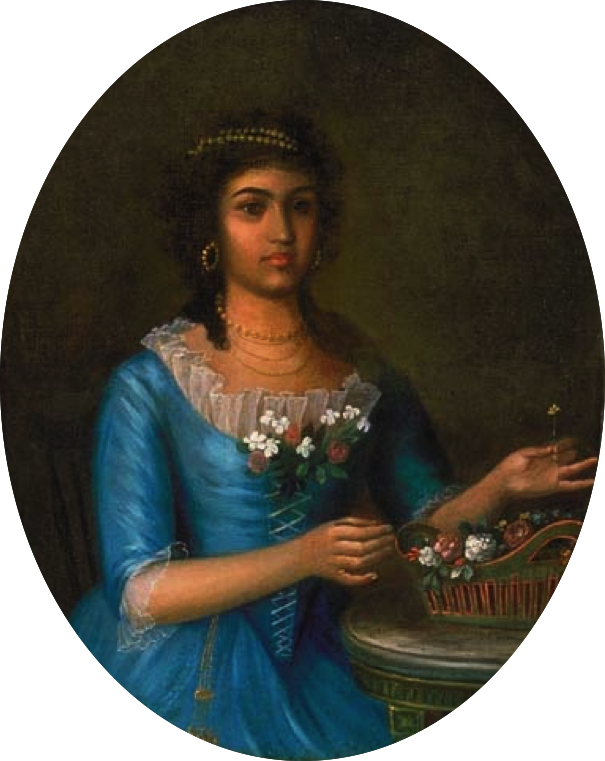
Marianne Céleste Dragon (1795), une femme libre d'ascendance africaine et européenne, a épousé un immigrant grec à la Nouvelle-Orléans. De tels mariages étaient tolérés à l'époque, donnant naissance à une importante communauté créole.

L'Arkansas, la Floride, la Louisiane, le Mississippi, le Texas, la Caroline du Sud et l'Alabama ont légalisé le mariage interracial pendant quelques années pendant la période de reconstruction. Les lois anti-métissage n'ont pas été appliquées, ont été annulées par les tribunaux ou abrogées par le gouvernement de l'État (en Arkansas  et en Louisiane). Cependant, après que les démocrates blancs ont pris le pouvoir dans le Sud lors de la " Rédemption ", des lois anti-métissage ont été réédictées et une fois de plus appliquées. En Floride, la nouvelle Constitution de 1888 interdit le mariage entre « une personne blanche et une personne d'ascendance noire » (article XVI, section 24).
Un certain nombre d'États du nord et de l'ouest ont définitivement abrogé leurs lois anti-métissage au cours du XIXe siècle. Cependant, cela n'a pas fait grand-chose pour arrêter les sentiments anti-métissage dans le reste du pays. Les États occidentaux nouvellement établis ont continué à promulguer des lois interdisant le mariage interracial à la fin du XIXe et au début du XXe siècle. Entre 1913 et 1948, 30 des 48 États de l'époque ont appliqué des lois anti-métissage. Seuls le Connecticut, le New Hampshire, New York, le New Jersey, le Vermont, le Wisconsin, le Minnesota, l'Alaska, Hawaï et le District de Columbia ne les ont jamais adoptés.

#### Pace v.Alabama(1883)
La constitutionnalité des lois anti-métissage a été confirmée par la Cour suprême des États-Unis dans l'affaire Pace v. Alabama (106 États-Unis 583). La Cour suprême a statué que la loi anti-métissage de l'Alabama ne violait pas le quatorzième amendement à la Constitution des États-Unis. Selon le tribunal, les deux races ont été traitées de la même manière, car les Blancs et les Noirs ont été punis de la même manière pour avoir enfreint la loi contre le mariage interracial et les relations sexuelles interraciales. Ce jugement a été annulé en 1967 dans l'affaire Loving v. Virginie, où la Cour suprême dirigée par le juge en chef Earl Warren a déclaré les lois anti-métissage une violation du quatorzième amendement et donc inconstitutionnelles,.

#### Arizona v. Passe(1942)
Dans Arizona v. Pass, la Cour suprême de l'Arizona, interprétant la loi anti-métissage de l'État, a statué que les personnes d'origine raciale mixte ne pouvaient légalement épouser personne. Le tribunal a reconnu que le résultat était absurde et a exprimé l'espoir que le législateur modifierait la loi.

## Abrogation des lois anti-métissage, 1948-1967
En 1948, la Cour suprême de Californie a statué dans l'affaire Perez v. Sharp (1948) que les lois anti-métissage californiennes ont violé le quatorzième amendement à la Constitution des États-Unis, la première fois depuis la reconstruction qu'un tribunal d'État a déclaré de telles lois inconstitutionnelles, et faisant de la Californie le premier État depuis l'Ohio en 1887 à renverser sa loi anti-métissage.
L'affaire a soulevé des questions constitutionnelles dans les États qui avaient des lois similaires, ce qui a conduit à l'abrogation ou à l'annulation de ces lois dans quatorze États en 1967. Seize États, principalement des États du Sud, faisaient exception. En tout cas, dans les années 1950, l'abrogation des lois anti-métissage était encore une question controversée aux États-Unis, même parmi les partisans de l'intégration raciale.
La plupart des Américains dans les années 1950 étaient opposés au mariage interracial et ne considéraient pas les lois interdisant le mariage interracial comme un affront aux principes de la démocratie américaine. Un sondage Gallup de 1958 a montré que 94% des Américains désapprouvaient le mariage interracial. Cependant, les attitudes envers l'interdiction du mariage interracial ont rapidement changé dans les années 1960.
Dans les années 1960, les organisations de défense des droits civiques aidaient les couples interraciaux pénalisés pour leurs relations à porter leur affaire devant la Cour suprême. Depuis Pace c. Alabama (1883), la Cour suprême avait refusé de rendre un jugement dans de tels cas. Mais en 1964, le tribunal de Warren a décidé de rendre un jugement dans l'affaire d'un couple interracial de Floride qui avait été condamné parce qu'ils avaient cohabité. Dans McLaughlin c. Floride, la Cour suprême a statué que la loi de l'État de Floride qui interdisait la cohabitation entre Blancs et non-Blancs était inconstitutionnelle et fondée uniquement sur une politique de discrimination raciale . Cependant, le tribunal ne s'est pas prononcé sur l'interdiction du mariage entre Blancs et non-Blancs par la Floride, malgré l'appel des plaignants en ce sens et l'argument avancé par l'État de Floride selon lequel son interdiction de la cohabitation entre Blancs et Noirs était accessoire à sa interdiction du mariage entre blancs et noirs. Cependant, en 1967, le tribunal a décidé de se prononcer sur les lois anti-métissage restantes lorsqu'il a été saisi de l'affaire Loving v. Virginia.

## Loving v. Virginie
En 1967, un couple interracial, Richard et Mildred Loving, a contesté avec succès la constitutionnalité de l'interdiction du mariage interracial en Virginie. Leur cas a atteint la Cour suprême des États-Unis sous le nom de Loving v. Virginie.

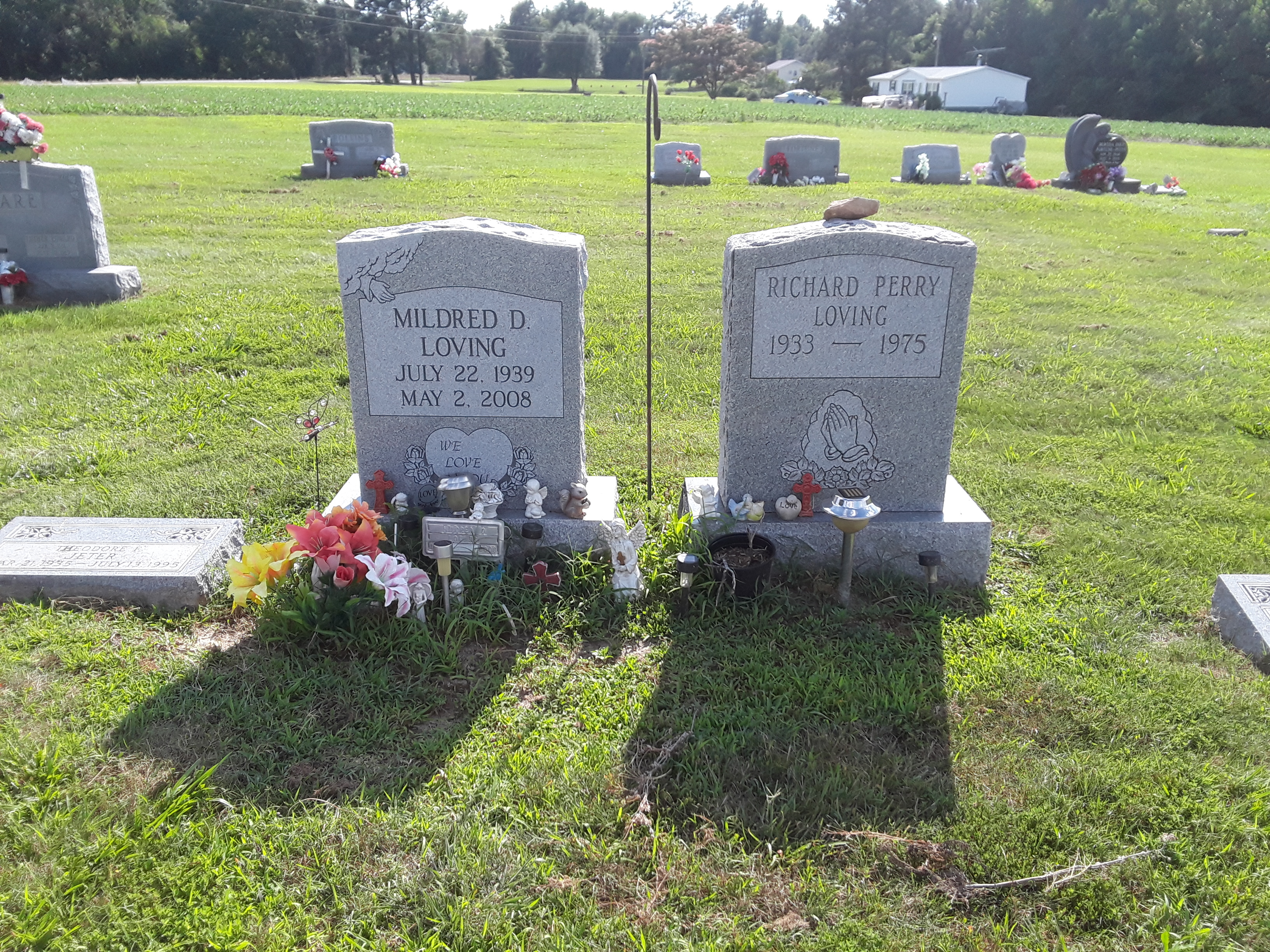
Tombes de Mildred et Ricard Loving dans le cimetière de l'église baptiste Saint-Étienne, Central Point, Virginie

En 1958, les Lovings se sont mariés à Washington, DC pour échapper à la loi anti-métissage de Virginie (Racial Integrity Act). À leur retour en Virginie, ils ont été arrêtés dans leur chambre pour avoir vécu ensemble en tant que couple interracial. Le juge a suspendu leur peine à la condition que les Lovings quittent la Virginie et ne reviennent pas avant 25 ans. En 1963, les Lovings, qui avaient déménagé à Washington, DC, ont décidé de faire appel de ce jugement. En 1965, le juge du tribunal de première instance de Virginie, Leon Bazile, qui a entendu leur affaire initiale, a refusé de reconsidérer sa décision. Au lieu de cela, il a défendu la ségrégation raciale, écrivant :
« Dieu Tout-Puissant a créé les races blanche, noire, jaune, malaise et rouge, et les a placées sur des continents séparés, et sans l'interférence avec son arrangement, il n'y aurait aucune cause pour de tels mariages. Le fait qu'il ait séparé les races montre qu'il n'avait pas l'intention que les races se mélangent. »
Les Lovings ont ensuite porté leur affaire devant la Cour suprême de Virginie, qui a invalidé la peine initiale mais a confirmé la loi sur l'intégrité raciale de l'État. Finalement, les Lovings se sont tournés vers la Cour suprême des États-Unis. Le tribunal, qui avait auparavant évité de prendre des affaires de métissage, a accepté d'entendre un appel. En 1967, 84 ans après Pace v. Alabama en 1883, la Cour suprême a statué à l'unanimité que les lois anti-métissage étaient inconstitutionnelles. Le juge en chef Warren a écrit dans l'opinion majoritaire du tribunal que : « Le mariage est l'un des "droits civils fondamentaux de l'homme", fondamental pour notre existence même et notre survie... Nier cette liberté fondamentale sur une base aussi insoutenable que les classifications raciales incarnées dans ces statuts, classifications si directement subversives du principe d'égalité au cœur du quatorzième amendement, est sûrement de priver tous les citoyens de l'État de liberté sans procédure régulière. Le quatorzième amendement exige que la liberté de choix de se marier ne soit pas restreinte par des discriminations raciales odieuses. En vertu de notre Constitution, la liberté d'épouser ou de ne pas épouser une personne d'une autre race appartient à l'individu et ne peut être enfreinte par l'État. » La Cour suprême des États-Unis a condamné la loi anti-métissage de Virginie comme "conçue pour maintenir la suprématie blanche".

## Événements ultérieurs
En 1967, 17 États du Sud plus l'Oklahoma appliquaient encore des lois interdisant le mariage entre Blancs et non-Blancs. Le Maryland a abrogé sa loi au début de Loving v. Virginie à la Cour suprême.
Après la décision de la Cour suprême fédéral déclarant ces lois inconstitutionnelles, les lois des 16 États restants ont cessé d'être exécutoires. Même ainsi, il était nécessaire que la Cour suprême de Floride délivre un bref de mandamus afin de contraindre un juge du comté de Dade à délivrer une licence de mariage à un couple interracial. Deux juges de la cour se sont opposés à la délivrance du bref. Outre la suppression de ces lois de leurs recueils de lois, un certain nombre de constitutions d'États ont également été modifiées pour supprimer le langage interdisant le métissage : la Floride en 1969, le Mississippi en 1987, la Caroline du Sud en 1998 et l'Alabama en 2000. Lors des référendums respectifs, 52 % des électeurs du Mississippi, 62 % des électeurs de la Caroline du Sud et 59 % des électeurs de l'Alabama ont voté en faveur des amendements. En Alabama, près de 526 000 personnes ont voté contre l'amendement, dont une majorité d'électeurs dans certains comtés ruraux,,.
Trois mois après Loving v. Virginia, "Storybook Children" chanté par Billy Vera et Judy Clay est devenu le premier duo interracial romantique à figurer aux États-Unis 
En 2009, Keith Bardwell, un juge de paix à Robert, en Louisiane, a refusé d'officier un mariage civil pour un couple interracial. Un juge de paix à proximité, sur recommandation de Bardwell, a célébré le mariage; le couple interracial a poursuivi Keith Bardwell et sa femme Beth Bardwell devant un tribunal fédéral,. Après avoir fait face à de nombreuses critiques pour ses actions, notamment de la part du gouverneur de la Louisiane, Bobby Jindal, Bardwell a démissionné le 3 novembre 2009.
Au 3 février 2021, 7 États exigent toujours que les couples déclarent leur origine raciale lors de la demande d'une licence de mariage, sans laquelle ils ne peuvent pas se marier. Les états sont le Connecticut, le Delaware, le Kentucky, la Louisiane, le Minnesota (depuis 1977), New Hampshire et Alabama. En 2019, une loi de Virginie qui obligeait les partenaires à déclarer leur race lors des demandes de mariage a été contestée devant les tribunaux. En une semaine, le procureur général de l'État a ordonné que la question devienne facultative.